# Alfred Aboya
Alfred Aboya Baliaba, né le 2 janvier 1985 à Yaoundé, est un joueur camerounais de basket-ball.

## Biographie
Passé par le club universitaires de Bruins d'UCLA, Alfred Aboya n'est pas retenu lors de la draft 2009 et entame une carrière professionnelle l'amenant à jouer notamment en France, au Japon, en Libye et en NBA Development League.

## Palmarès
- Champion de Japan Basketball League en 2010 avec les Link Tochigi Brex